# قسمت نبوده
«قسمت نبوده» (به ترکی استانبولی: Nasip Değilmiş) تک‌آهنگی از هفتمین آلبوم دمت آکالین به نام جدایی ۱۶ است. ترانهٔ اثر از گونای چوبان، موسیقی اثر از نیران اونسال، و تنظیم اثر کار سلیم چالدیران است. اثر دوئت است با هم‌خوانی ازجان دنیز.

## یادداشت
1. ↑  Son Sözüm Aşk
2. ↑  Bir Oğlumuz Var
3. ↑  Günay Çoban
4. ↑  Niran Ünsal
5. ↑  Selim Çaldıran